# بوت-أو-فو
بوت-أو-فو Pot-au-feu (/ˌpɒtoʊˈfɜːr/, 
نطق فرنسي: [pɔt‿o fø]  ( أنصت)
ويترجم حرفياً (وعاء على النار)، هو طبق فرنسي من اللحوم والخضراوات المسلوقة ببطء، عادةً ما يُقدّم في طبقين: الأول للمرق والثاني للحم والخضراوات. الطبق مألوف في جميع أنحاء فرنسا ويختلف من إقليم إلى آخر، كاعتبار لحم البقر اللحم الرئيسي أو استبداله بلحم الخنزير أو الدجاج أو النقانق.

## الخلفية
يصف كتاب Oxford Companion to Food بوت-أو-فو "طبقًا رمزيًا للمطبخ الفرنسي ووجبة في حد ذاته"؛  وصفه الشيف ريموند بلانك بأنه "جوهر المطبخ العائلي الفرنسي ... الطبق الأكثر شهرة في فرنسا، [الذي] يكرم موائد الأغنياء والفقراء على حد سواء"؛  وقد أطلقت عليه مجلةناشيونال جيوغرافيك الأمريكية الطبق الوطني لفرنسا. 
يؤرخ قاموس الأكاديمية الفرنسية مصطلح "pot-au-feu" إلى القرن السابع عشر.  عام 1600، أعلن ملك فرنسا، هنري الرابع ، أنه "لن يكون هناك فلاح في مملكتي يفتقر إلى الوسائل اللازمة للحصول على "دجاجة في وعاءه".  كان الحساء في الوعاء الواحد عنصرًا أساسيًا في الطبخ الفرنسي.
ثمة مثال تاريخي على "الحساء الدائم" حيث استمر طبخ حساء بوت-أو-فو في بربينيان من القرن الخامس عشر حتى الحرب العالمية الثانية.
تشمل الاختلافات الإقليمية ما يلي:

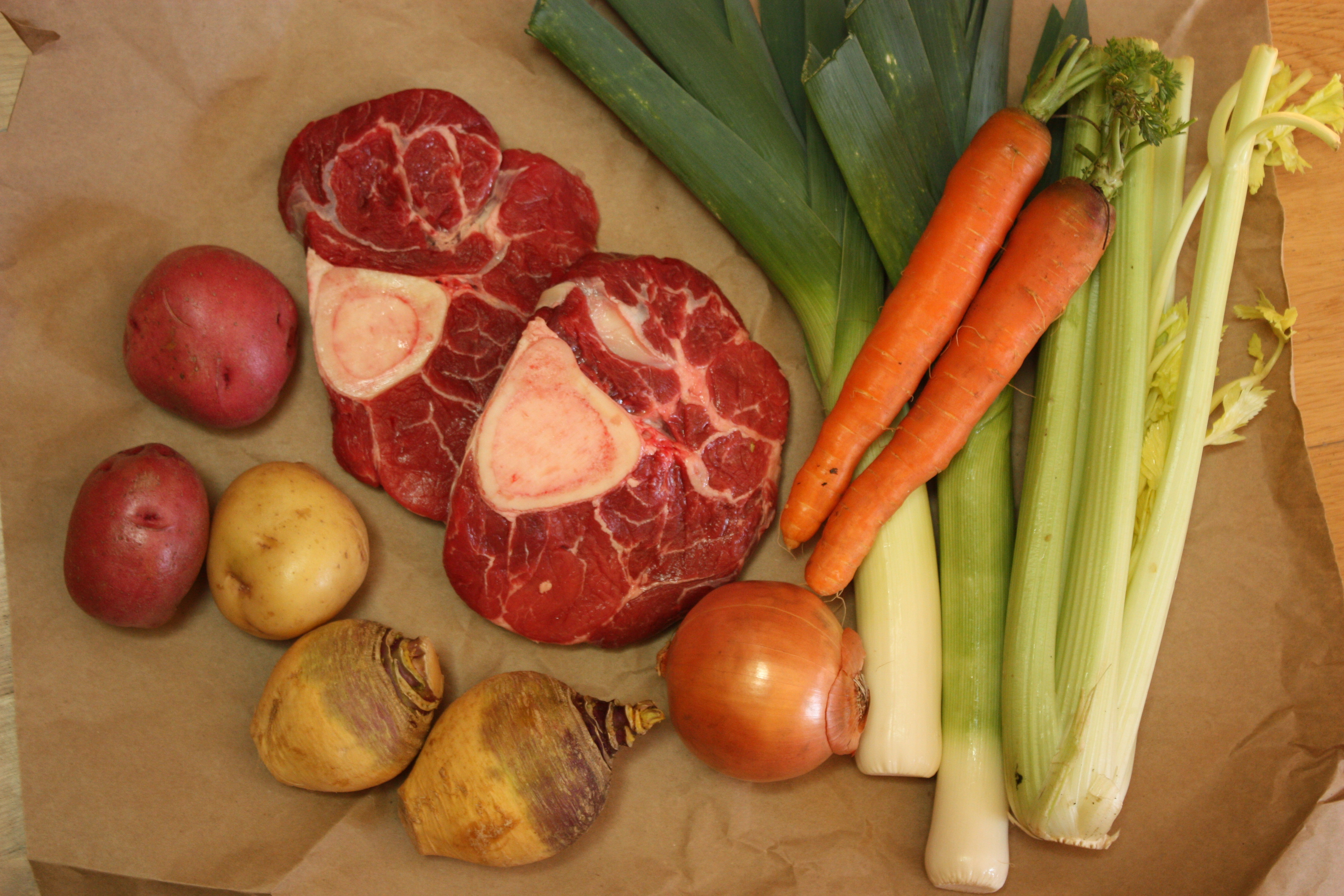
بعض مكونات بوت-أو-فو: البطاطا ولحم البقر والكراث والجزر والكرفس واللفت والبصل

- بوت-أو-فو مدينة آلبي - يستخدم لحم العجل، لحم الخنزير المملح، كونفي الأوز والنقانق، بالإضافة إلى لحم البقر والدجاج.[8]
- بوت-أو-فو البيرينيه، ويسمى أيضًا بول-أو-فو (دجاجة في القدر): المكون الأساسي هو الدجاج المحشو بلحم الخنزير الطازج المفروم والبصل والثوم والبقدونس وكبد الدجاج.[8]
- بوت-أو-فو مدينة à la لانغيدوك – المكون الأساسي هو قطعة من لحم الخنزير المقدد الدهني.[8]
- بوت-أو-فو منطقة بروفنسال – يحل لحم الضأن مكان لحم البقر.[9]
- بوت-أو-فو البرقوق المجفف - اللحم الأساسي هو لحم البقر أو لحم الخنزير المملح قليلاً، المطبوخ مع الخضار المعتادة والبرقوق المنقوع في مشروب أرمانياك الكحولي. [10]

### التقديم
بشكل عام، يقدّم المرق أولاً، إلى جانب الأرز أو المعكرونة، ويمكن إضافة الخبز المحمص والجبن المبشور، وكان مسبقاً يُقدّم مع الخبز الفرنسي. بعد ذلك يقدم اللحم والخضروات. من التوابل والمشهيات التي تضاف للطبق أو تقدم معه الملح الخشن، والخردل، والقبار، والخيار المخلل، والسامفيري المخلل، والفجل الحار - المبشور أو في الصلصة. 
ومن الصلصات المقدمة مع المرقصلصة الطماطم ، وصلصة الساسيان (مايونيز البيض المسلوق مع الأعشاب، نبات القبار وبعض المرق)، صلصة نينيت (كريمة مخففة بالغليان ومنكهة بالخردل والطماطم)، أو صلصة سوبريم (فيلوتيه المصنوعة من بعض المرق والكريمة). 
يمكن أيضًا استخدام مرق بوت-أو-فو لطهي الخضار أو المعكرونة. تتوفر مكعبات مركزة جاهزة للاستخدام لصنع ما يُزعم أنه مرق بوت-أو-فو عند إضافة الماء.   

## أنظر أيضاً
- بيغوس
- اللحم المسلوق المختلط
- كازويلا
- سخينة
- الحساء البرتغالي
- يخنة
- الوعاء الساخن (Steamboat)
- جيغاي
- قائمة اليخنات
- أودن (طعام)
- الحساء الدائم
- فا (حساء)
- Pot roast
- يخنة
- Potjiekos
- Tafelspitz